# Пустотливі повороти
«Пустотливі повороти» (ест. «Vallatud kurvid») — радянська лірична кінокомедія 1959 року, знята на кіностудії «Талліннфільм» в 1959 році. За сценарієм фільму була знята перша в світі ігрова панорамна кінокартина «Небезпечні повороти» (1961) за радянською системою «Кінопанорама».

## Сюжет
Старий Тоомас, що стоїть на шпилі талліннської ратуші, знає жителів свого міста і, щоб допомогти кому-небудь, зважився розповісти одну повчальну пригоду про спорт і любов. Ця історія почалася з того самого дня, коли дівчина Вайке врятувала від загибелі собачку Антоніо, вихопивши її буквально з-під коліс мотоцикла гонщика Райво, який вважав усіх дівчат легковажними й не гідними його уваги. Щоб довести всім, що він має рацію, Райво запропонував парі: протягом тижня він завоює серце дівчини. Вайке, яка нічого не підозрювала, охоче приймала запрошення Райво зустрічатися з ним. Невідомо, чим би все це закінчилося, якби в цю історію не втрутилася знайома Райво — Еві. Вона розповіла про все сестрі Вайке — Марет. Скориставшись незвичайною схожістю з сестрою, Марет допомогла розібратися в стосунках з Райво в той момент, коли він уже вважав себе переможцем парі.

## У ролях
- Терьє Луйк — Вайке і Марет
- Рейно Арен — Райво, гонщик
- Еве Ківі — Еві
- Пеетер Кард — Хейно Лаас
- Харій Лієпіньш — Антс
- Янус Оргулас — Пеетер
- Антс Ескола — представник ДСО
- Вольдемар Пансо — годинникар
- Рудольф Нууде — тренер
- Інга Пійрітс — Анні
- Хейкі Роотс — Томмі
- Ерік Круук — хлопчик

## Знімальна група
- Автори сценарію: Дагмар Нормет, Шандор Стерн
- Режисери-постановники: Кальйо Кійск, Юлій Кун
- Оператор: Едгар Штирцкобер
- Композитор: Геннадій Подєльський
- Художник: Пеетер Лінцбах
- Звукооператор: Харальд Ляенеметс